# West End Blues
A West End Blues King Oliver feszes, tizenkét ütemű blues-kompozíciója. Leggyakrabban instrumentálisként adják elő, bár Clarence Williams szövegével is elő szokták adni.
King Oliver és a Dixie Syncopators 1928. június 11-én készítette az első lemezfelvételt a Brunswick Records számára. Clarence Williams 1928-ban többször is felvette a dalt, először Ethel Waters énekessel, majd Irene Mims-szel, (azaz Hazel Smith-szel; King Oliver trombitálásával, majd Katherine Hendersonnal is.
A darab címe a Pontchartrain-tó legnyugatibb pontjára utal New Orleansban. Itt volt az utolsó a trolibuszmegálló a tó felé, ahol virágzó nyári üdülőhely volt élőzenével, táncpavilonokkal, tenger gyümölcseit kínáló éttermekkel és strandokkal.
A szám dzsessz-sztenderddé vált.

## Híres felvételek
- Louis Armstrong and His Hot Five, 1928
- Earl Hines
- Jimmy Strong
- Fred Robinson
- Mancy Carr
- Zutty Singleton
- Ethel Waters
- Irene Mims
- Hazel Smith
- Katherine Henderson
- Louis Metcalf
- Allen Toussaint
- Keith Nichols' Keswick Jazz Festival Orchestra with Joan Viskant
- Wynton Marsalis
- Emmet Cohen & Anthony Hervey
- Gunhild Carling
- Benkó Dixieland Band

## Érdekességek
- Zutty Singleton (dobos) felvétele 1979-ben bekerült a Grammy Hall of Fame-be.
- Billie Holiday a "West End Blues" említette első helyen a scat-énekléssel kapcsolatban.
- Armstrong a "West End Blues" később több verziót is felvett − többek között az 1947-es New Orleans című filmhez, és az All Stars-hoz is.

## Fordítás
Ez a szócikk részben vagy egészben  a   West End Blues című angol Wikipédia-szócikk ezen változatának fordításán alapul.  Az eredeti cikk szerkesztőit annak laptörténete sorolja fel. Ez a jelzés csupán a megfogalmazás eredetét és a szerzői jogokat jelzi, nem szolgál a cikkben szereplő információk forrásmegjelöléseként.